# Rajd Safari 1984
Rajd Safari (32. Marlboro Safari Rally) – 32 Rajd Safari rozgrywany w Kenii w dniach 19-23 kwietnia. Była to czwarta runda Rajdowych mistrzostw świata w roku 1984. Rajd został rozegrany na nawierzchni szutrowej. Bazą rajdu było miasto Nairobi. 

## Wyniki końcowe rajdu[1]
| Msc. | Kierowca        | Pilot              | Samochód                    | Czas | Strata | Grupa | Punkty |
| ---- | --------------- | ------------------ | --------------------------- | ---- | ------ | ----- | ------ |
| 1    | Björn Waldegård | Hans Thorszelius   | Toyota Celica TwinCam Turbo | 2:02 | 0.0    | B12   | 20     |
| 2.   | Rauno Aaltonen  | Lofty Drews        | Opel Manta 400              | 2:13 | +0:11  | B12   | 15     |
| 3.   | Hannu Mikkola   | Arne Hertz         | Audi Quattro A2             | 2:25 | +0:23  | B12   | 12     |
| 4.   | Markku Alén     | Ilkka Kivimäki     | Lancia Rally 037            | 3:08 | +1:06  | B12   | 10     |
| 5.   | Shekhar Mehta   | Rob Combes         | Nissan 240RS                | 3:35 | +1:33  | B12   | 8      |
| 6.   | Vic Preston, Jr | John Lyall         | Lancia Rally 037            | 4:14 | +2:12  | B12   | 6      |
| 7.   | Timo Salonen    | Seppo Harjanne     | Nissan 240RS                | 5:52 | +3:50  | B12   | 4      |
| 8.   | Franz Wittmann  | Peter Diekmann     | Audi Quattro A2             | 7:37 | +5:35  | B12   | 3      |
| 9.   | Yoshio Iwashita | Yoshimasa Nakahara | Nissan 240RS                | 7:56 | +5:54  | B12   | 2      |
| 10.  | Basil Criticos  | John Rose          | Audi 80 Quattro             | 9:53 | +7:51  | A8    | 1      |

## Klasyfikacja po 4 rundach
Tabele przedstawiają tylko pięć pierwszych miejsc.

### Kierowcy
| Lp. | Kierowca        | Pkt |
| --- | --------------- | --- |
| 1   | Hannu Mikkola   | 44  |
| 2   | Stig Blomqvist  | 35  |
| 3   | Markku Alén     | 28  |
| 4   | Walter Röhrl    | 26  |
| 5   | Björn Waldegård | 20  |

### Producenci
| Lp. | Producent  | Pkt |
| --- | ---------- | --- |
| 1   | Audi       | 50  |
| 2   | Lancia     | 38  |
| 3   | Toyota     | 28  |
| 4   | Renault    | 22  |
| 5   | Volkswagen | 21  |